# Francisco Javier Jiménez y Pérez de Vargas
Francisco Javier Jiménez y Pérez de Vargas (Andújar 31 de marzo de 1846-Guadalajara 3 de abril de 1921) fue un economista español, catedrático de economía política y senador durante el periodo de la Restauración.

## Biografía
Francisco Javier Jiménez y Pérez de Vargas nació en Andújar (provincia de Jaén) el 31 de marzo de 1846, en el seno de una familia acomodada. Su padre era Eufrasio Jiménez, hacendado, y su madre María del Rosario Pérez de Vargas,  6º marquesa de la Merced, de quien heredaría el título Francisco Javier. En 1863, concluyó sus estudios en el Instituto de Córdoba. Estudió Derecho en la Universidad Central de Madrid y también obtuvo el título de Bachiller en Filosofía y Letras. En 1872, obtuvo el grado de doctor en Derecho Administrativo y en 1873 en Derecho Civil y Canónico.
Al terminar sus estudios comenzó a trabajar como profesor auxiliar en la Universidad Central en diferentes asignaturas y en 1890 fue nombrado catedrático de Historia general del Derecho Español de la Universidad de Valencia. Después de pasar por la Universidad de Granada, fue nombrado catedrático de Economía política y estadística de la Universidad Central.
Compaginó su labor como profesor universitario con el cargo de senador por la provincia de Jaén en las legislaturas de 1896-1898 y de 1899-1900 y también con la de académico de la Real Academia de Jurisprudencia y Legislación.
Falleció en Guadalajara el 3 de abril de 1921.